# Heteragrion tiradentense
Heteragrion tiradentense là loài chuồn chuồn trong họ Megapodagrionidae. Loài này được Machado & Bedé mô tả khoa học đầu tiên năm 2006.